# Francisco de Cubas
Pour les articles homonymes, voir Cubas et Cubas  (homonymie).

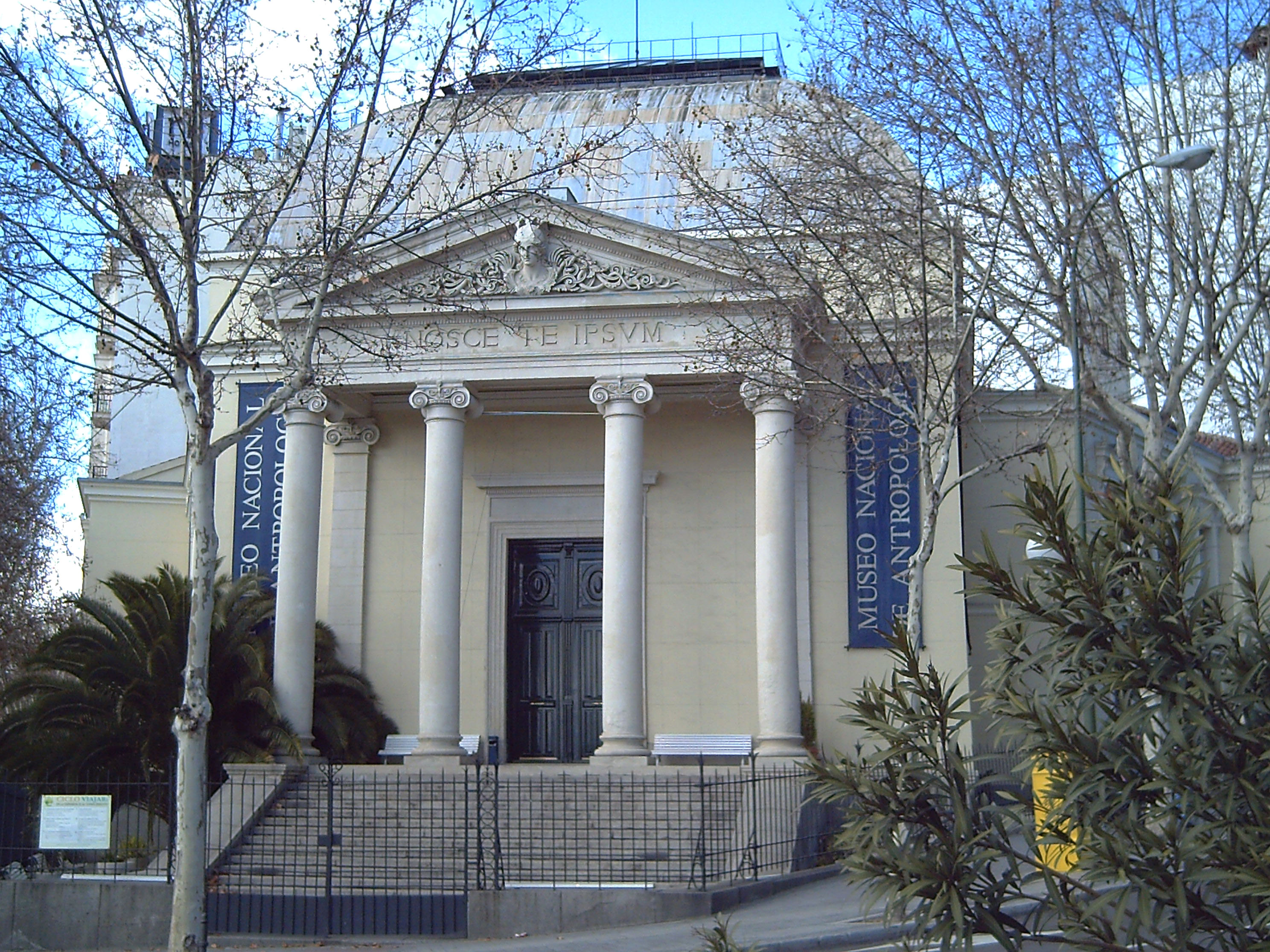
Exemple de bâtiment conçu par Francisco de Cubas : le Musée national d'Anthropologie (Museo Nacional de Antropología).

Francisco de Cubas y González-Montes, né le 13 avril 1826 et mort le 2 janvier 1899, est un architecte et homme politique espagnol.
Il est également connu sous le nom de marquis de Cubas (Marqués de Cubas) d'après son noble titre de marquisat de Cubas. Il est également à partir de 1894 marquis de Fontalba.

## Biographie
Francisco de Cubas étudie à l'Escuela Técnica Superior de Arquitectura de Madrid et obtient des bourses qui lui permettent de compléter ses études en Italie et en Grèce. À son retour en Espagne en 1858, il remporte une médaille à l'Exposition nationale de 1858. Membre de l'Académie royale des Beaux-Arts de San Fernando à partir de 1870, il travaille comme architecte tout en poursuivant une carrière politique. Il est membre des Cortes Generales en tant que député (diputado) en 1893 et est sénateur représentant la ville d'Ávila entre 1896 et 1898. Il fut maire de Madrid pendant un mois, du 6 novembre 1892 au 1er décembre 1892.
Il est l'un des représentants les plus remarquables de l'architecture du XIXe siècle à Madrid. Son travail a connu une évolution d'un style initial « italianisant » avec des « tendances classiques » à un stade de maturité où il cultive une architecture caractérisée par le gothique néo-médiéval et l'historicisme,. Il se distingue aussi par son utilisation de la brique.
Son travail comprend notamment le collège jésuite connu sous le nom de Colegio Nuestra Señora del Recuerdo (es), l'université de Deusto à Bilbao et le Musée national d'Anthropologie de Madrid. Il comprend également le palais d'Arenzana (es) (aujourd'hui ambassade de France) à Madrid et l'église de Santa Cruz (es) à Madrid.
Son œuvre la plus connue est la cathédrale de l'Almudena, commencée en 1883. Le projet initial était de créer une église paroissiale. Francisco de Cubas a révisé ce plan, décidant plutôt de créer une imposante cathédrale néo-gothique, style populaire à cette époque, notamment en raison de l'influence de Viollet-le-Duc. Ce projet a ensuite été considérablement modifié : les travaux de la cathédrale ont connu des retards en raison de difficultés économiques, et plus tard le style a été modifié en un style néoclassique, en ligne avec le Palacio de Oriente (Palacio Real) voisin. Le château de Butrón à Gatica, au Pays basque, est plus représentatif de la vision de Francisco de Cubas.

### Vie privée
Il épouse la noble Matilde Condado de Erice y Urquijo (Condado de Erice (es) est un titre de noblesse papal) en 1860. Ils sont tous deux enterrés dans une chapelle de la crypte de la cathédrale de l'Almudena.